# Silnice II/296
Silnice II/296 je krkonošská silnice II. třídy spojující silnici I/14 s Pecí pod Sněžkou. Délka silnice je asi 15 km.
Silnice II/296 navazuje na silnici I/14 přicházející od Trutnova u městysu Mladé Buky. Silnice I/14 zde odbočuje doleva směrem na Vrchlabí, silnice II/296 pokračuje rovně směrem na Pec pod Sněžkou proti proudu řeky Úpy. Za křižovatkou navazuje téměř okamžitě zástavba města Svobody nad Úpou, kde doleva odbočují dvě silnice na Janské Lázně. První silnice /III/2961/ v prostoru centra a druhá, silnice II/297 v místní části Dolní Maršov. Na ní plynule navazuje zástavba obce Horní Maršov, v jejímž centru odbočuje doprava silnice III/2962 směr Dolní Lysečiny a Horní Albeřice. Na konci místní části Horního Maršova Temný Důl v prostoru soutoku Úpy a Malé Úpy odbočuje doprava silnice II/252 směr hraniční přechod do Polska Pomezní Boudy. Ale silnice II/296 odbočuje lehce doleva směr Pec pod Sněžkou. Následuje městská část Pece pod Sněžkou Velká Úpa a nakonec samotná Pec pod Sněžkou, kde silnice II/296 končí.
Původně hlavní trasa II/296 vedla na Pomezní Boudy (dnešní II/252), zatímco do Pece vedla pouze větev silnice (někdy označovaná jako II/296A).